# Dimechaux
Dimechaux – miejscowość i gmina we Francji, w regionie Hauts-de-France, w departamencie Nord.
Według danych na rok 1990 gminę zamieszkiwało 280 osób, a gęstość zaludnienia wynosiła 58 osób/km² (wśród 1549 gmin regionu Nord-Pas-de-Calais Dimechaux plasuje się na 945. miejscu pod względem liczby ludności, natomiast pod względem powierzchni na miejscu 694.).